# Sri Mariamman Temple (Singapur)

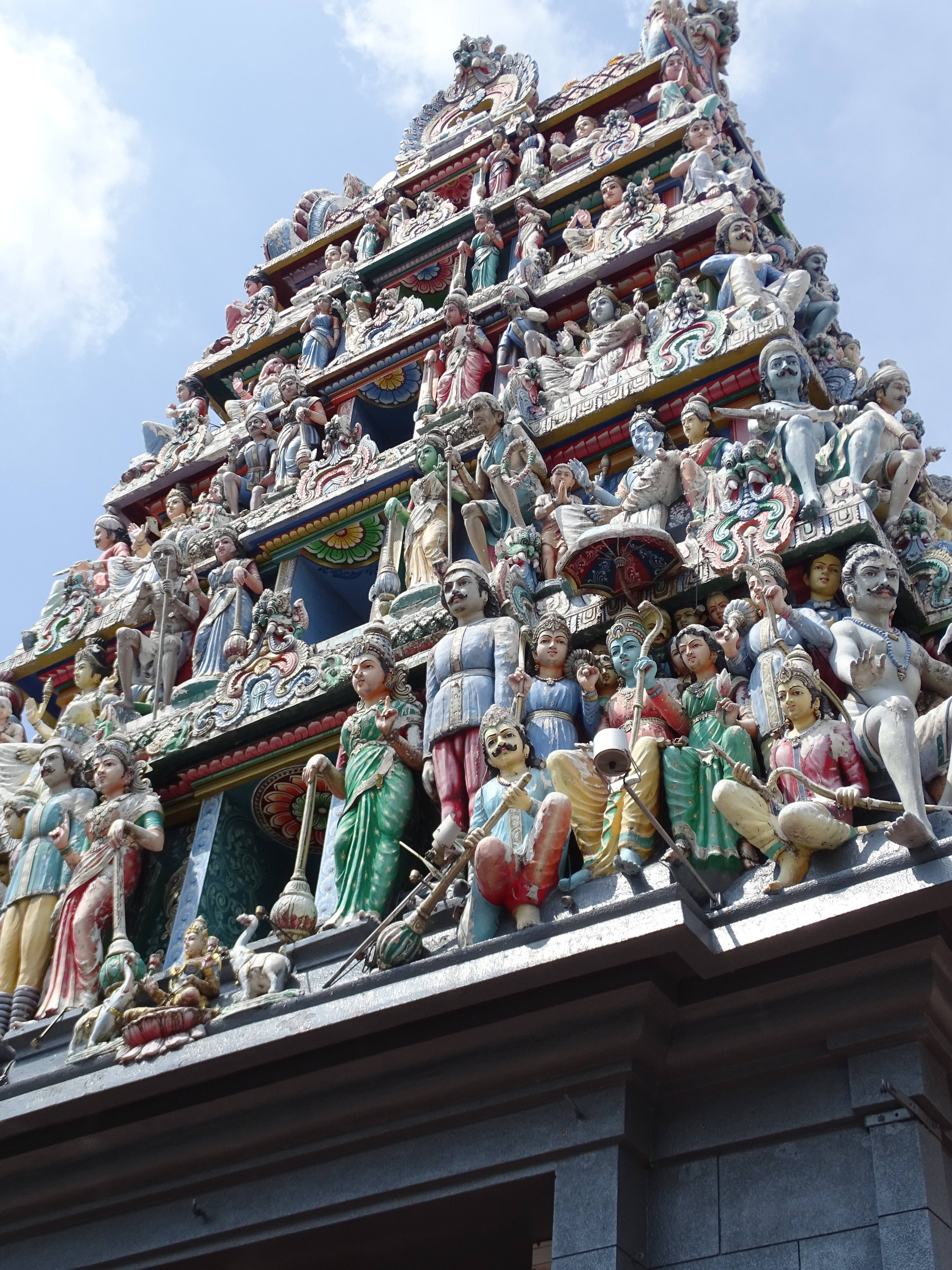
Ein Tempelturm (Gopuram) des Sri Mariamman Temple (2017)

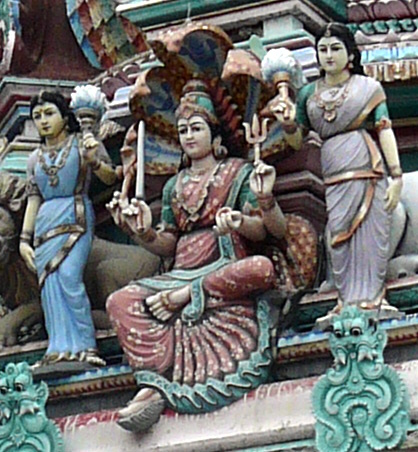
Statue der Mariamman (2010)

Der Sri-Mariamman-Tempel (tamil: ஸ்ரீ மாரியம்மன் கோவில், Mariamman Kovil) in Singapur, der 1827 im Dravida-Stil erbaut wurde, ist der älteste Hindu-Tempel in dem Stadtstaat. Gewidmet ist er der Muttergöttin Mariyamman (auch Mariamman), die vor allem im Süden von Indien und Norden von Sri Lanka verehrt wird.
Der Tempel befindet sich im Zentrum von Singapur im eigentlichen Chinatown-Bezirk in der South Bridge Road zwischen der Pagoda Street und Temple Street. Er dient den meisten Tamilen und Angehörigen der Hindu-Bevölkerung der Stadt als Gebetshaus. Wegen seiner historischen und architektonischen Bedeutung wurde der Tempel am 6. Juli 1973 zum nationalen Denkmal erklärt.

## Geschichte

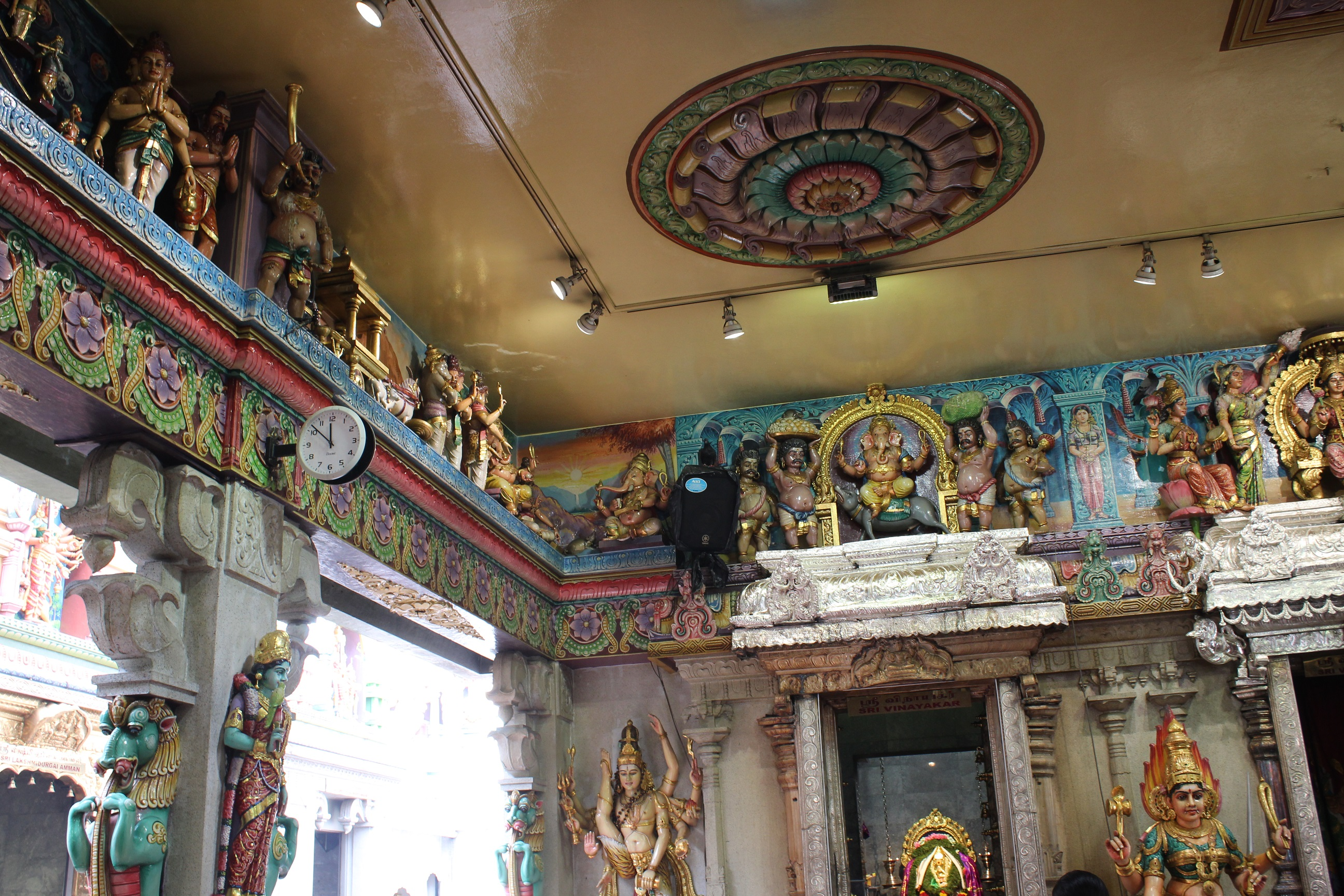
Innenansicht des Tempels

Einige Standorte für den hinduistischen Tempel wurde verworfen (so wie Telok Ayer Street, damals eine Uferstraße nahe der Stelle, wo später Telok Ayer Basin entstand); sie boten keine Möglichkeit, frisches Süßwasser für die hinduistischen Rituale zu besorgen. Schließlich wurde ein Ort in der heutigen South Bridge Road an der Stelle gewählt, wo sich – nah an einem Kanal – eine „Kling Chapel“ befand – die auf einer Karte von 1823 verzeichnet ist; „Kling“ war damals einer der Ausdrücke, die in Singapur (und ganz Malaysia, häufig abwertend) für Zuwanderer aus Südindien verwendet wurden.
Die Tempelgründung 1827 geschah auf Betreiben des Regierungsbeamten Naraina Pillai (auch bekannt als Narayana Pillay) aus Penang, der 1819 nach Singapur kam, und unter Mitwirkung der Zuwanderer vor allem aus den Distrikten Nagapattinam und Cuddalore in Tamil Nadu. Der erste einfache Bau bestand aus Holz und einer Dachabdeckung aus Palmenblättern der Nipapalme.

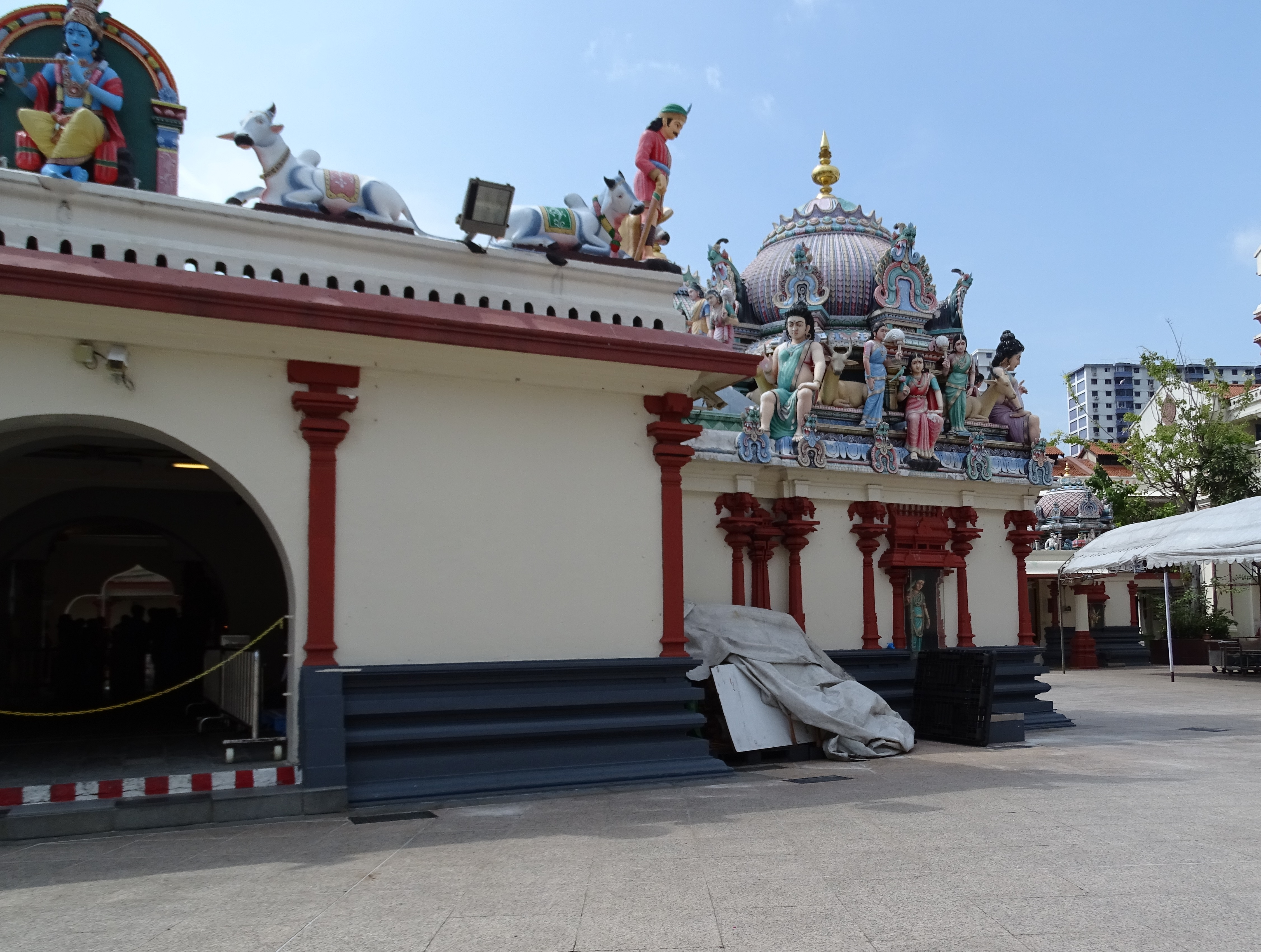
Detailansicht im inneren Bereich

Nachdem 1831 das Grundstück durch Spenden vergrößert werden konnte, wurden auch Tempelverbesserungen in Angriff genommen: Der Tempel wurde nach und nach aus Mauerziegeln neu gebaut. Die erste Struktur aus diesem Baumaterial stammt aus 1843, die meisten Umbauten dieser Art datiert man allgemein in die Jahre 1862/63. Der ursprüngliche dreistöckige Gopuram, der Torturm am Eingang zum Tempel, wurde 1925 durch einen fünfstöckigen Turm ersetzt.
Der hinduistischen Tradition folgend werden Tempel alle 12 Jahre renoviert und neu eingeweiht. Die erste Zeremonie dieser Art ist beim Tempel Sri Mariamman 1936 belegt, die letzte geschah 2010. Zu diesem Zweck werden Handwerker und Künstler aus Südindien mit den Arbeiten beauftragt, 2010 war es ein Team von 20 Künstlern, welche die zahlreichen Statuen renovierten.

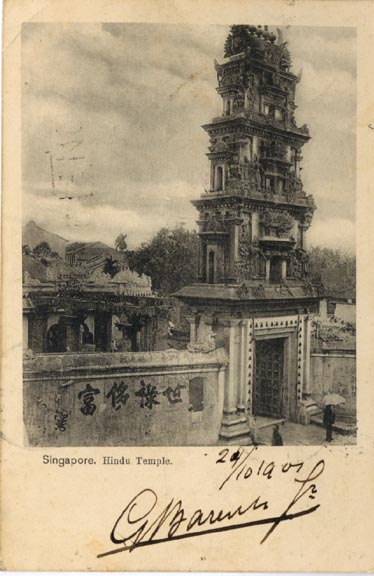
Ursprünglicher dreistöckiger Gopuram (etwa 1901)

Im Tempel wird das jährlich stattfindende hinduistische Fest des Feuerlaufs zu Ehren von Draupadi, die als Inkarnation von Mariamman gilt, gefeiert, das sogenannte Thimithi (auch Theemithi); es ist mit verschiedenen Ritualen verbunden.